# بیمارستان منطقه ای آنیتا مورنو
بیمارستان منطقه ای آنیتا مورنو (به اسپانیایی: Hospital Regional de Azuero Anita Moreno) یک بیمارستان در پاناما است که در La Villa de los Santos واقع شده‌است.